# Salpis crepera
Salpis crepera là một loài bướm đêm trong họ Geometridae.